# Matyáš Žalkovský ze Žalkovic
Matyáš Žalkovský ze Žalkovic († 1590) byl zakladatelem rodu Žalkovských ze Žalkovic.

## Život
Matyáš nebyl šlechtického původu, ale byl úředníkem moravského zemského hejtmana Václava z Ludanic († 1557). Matyáš se tehdy psal jako Matyáš Tišnovský a zdá se, že dle svého přídomku pocházel z Tišnova. Matyáš získal v roce 1553 na přímluvu svého pána od krále Ferdinanda I. šlechtický titul a začal se psát s predikátem “ze Žalkovic“ podle vesnice Žalkovice, která ležela na panství jeho už bývalého pána Václava z Ludanic.
Počátkem 60. let 16. století začal Matyáš skupovat statky na Moravě. V letech 1561–1563 koupil po částech Dobromilice, kde nechal zbudovat renesanční tvrz. V roce 1568 koupil statek Blansko, roku 1576 Šilperk, v roce 1580 Rataje, část Otaslavic a Doloplazy. Roku 1589 dostal do zástavy za dluh 6 tisíc zlatých statek Mitrov.
Matyáš Žalkovský měl v průběhu svého života tři manželky. S první ženou Martou se oženil ještě jako nešlechtic a ani ona nebyla šlechtického původu. Druhou ženou byla Eva Čechová z Hrádku a třetí manželkou Bohunka Gajevská z Gaje. Matyáš Žalkovský zemřel roku 1590 a byl pohřben v rodinné hrobce v Dobromilicích, které byly jeho hlavním sídlem.
Zanechal šest synů, kteří si po jeho smrti rozdělili majetek takto:
- Jan získal Dobromilice, Brodek, Blansko, Šilperk a dům v Brně
- Jiří získal Jevíčko
- Václav získal Mitrov
- Zdeněk získal Malhotice
- Jindřich získal Skaličku
- Hynek získal Uhřice

Dále měl dcery Alinu (manžel Prokop Podstatský z Prusinovic, 2. manžel Václav Záviš Bítovský), Annu (manžel Kryštof Falkenhan z Glošku) a Johanku (zaslíbena Janu Jindřichovi z Simersdorfu).